# 乔治·李
乔治·C·李（英語：George C. Lee，1936年11月23日—），美国NBA联盟前职业篮球运动员。他在1959年的NBA选秀中第4轮第24顺位被底特律活塞选中。